# Stille strijd
Stille strijd is een in Nederland rondreizend artistiek kunstwerk.
Het beeld werd onthuld op 12 juli 2023 op het Museumplein, Amsterdam. Kunstenares Saskia Stolz geeft hier een tweeledig beeld weer. De kleurstelling met geel en wit schept een opwekkende uitstraling, terwijl het thema “de somberheid van jeugdigen” is terug te vinden in de afgebeelde die lusteloos en uitgeblust zit. Stolz zei daarover, dat je er vrolijk uit kan zien, maar het niet bent. Geheel gekleed in dikke kleding zit hij/zij er eenzaam te zijn, hoofd tussen de benen die bijeen worden gehouden door de armen. De kunstenaar wees op het relatief groot aantal jongeren dat ten prooi valt aan depressies en zelfdoding, zeker na de lockdowns behorende bij de coronapandemie. De jongeling draagt rugnummer 1, een verwijzing naar de eerste plaats die zelfdoding als doodsoorzaak inneemt in Nederland bij jongeren. De kunstenaar hoopt door middel van het beeld dat jongeren vaker over hun depressies zullen praten, zodat de uiteindelijke daad kan worden voorkomen. Aan het beeld hangt een lint met QR-code en een verwijzing naar www.113.nl en "Stichting 113 Zelfmoordpreventie". Het uit twee delen bestaande beeld werd gefabriceerd bij Blow Up, een firma die meer grotere beelden maakte.
De bedoeling van het beeld leek niet echt duidelijk; veel toeristen maakten een selfie met het beeld. Ook wel wordt het geknuffeld. Stolz legde beide fenomenen positief uit, alles mag als de depressieveling maar gezien wordt. Nieuwsuur schonk aandacht aan onderwerp en beeld. Het beeld is circa 2 bij 4 meter. Na Amsterdam volgen Utrecht, Maastricht, Den Haag, Rotterdam, Haarlem en Gouda. Het beeld heeft een permanente plek gekregen in Katwijk.